# Plombières
Plombières (holländska: Bleiberg)  är en kommun i Belgien. Den ligger i provinsen Liège och regionen Vallonien, i den östra delen av landet, 110 km öster om huvudstaden Bryssel. Antalet invånare är 9 783.
Omgivningarna runt Plombières är en mosaik av jordbruksmark och naturlig växtlighet. Runt Plombières är det ganska tätbefolkat, med 179 invånare per kvadratkilometer.